# Людвінув (гміна Нємце)
Людвінув (пол. Ludwinów) — село в Польщі, у гміні Нємце Люблінського повіту Люблінського воєводства.
Населення — 123 особи (2011).
У 1975-1998 роках село належало до Люблінського воєводства.

## Демографія
Демографічна структура станом на 31 березня 2011 року:
|          | Загалом | Допрацездатний вік | Працездатний вік | Постпрацездатний вік |
| -------- | ------- | ------------------ | ---------------- | -------------------- |
| Чоловіки | 62      | 10                 | 44               | 8                    |
| Жінки    | 61      | 11                 | 34               | 16                   |
| Разом    | 123     | 21                 | 78               | 24                   |